# J. 바니 쉐리

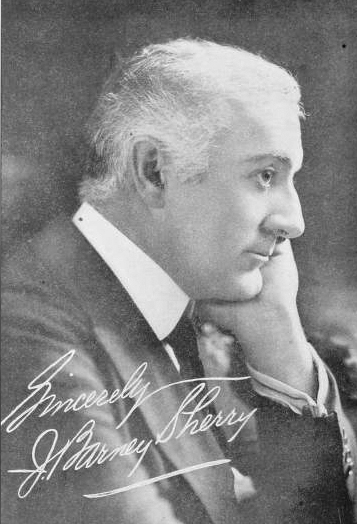

J. 바니 쉐리(J. Barney Sherry, 1874년 3월 4일 ~ 1944년 2월 22일)는 미국의 배우이다.
필라델피아에서 사망하였다.

## 영화
- 저스트 아웃사이드 더 도어 (1921년)
- 흥정 (1914년)